# Bénédictine

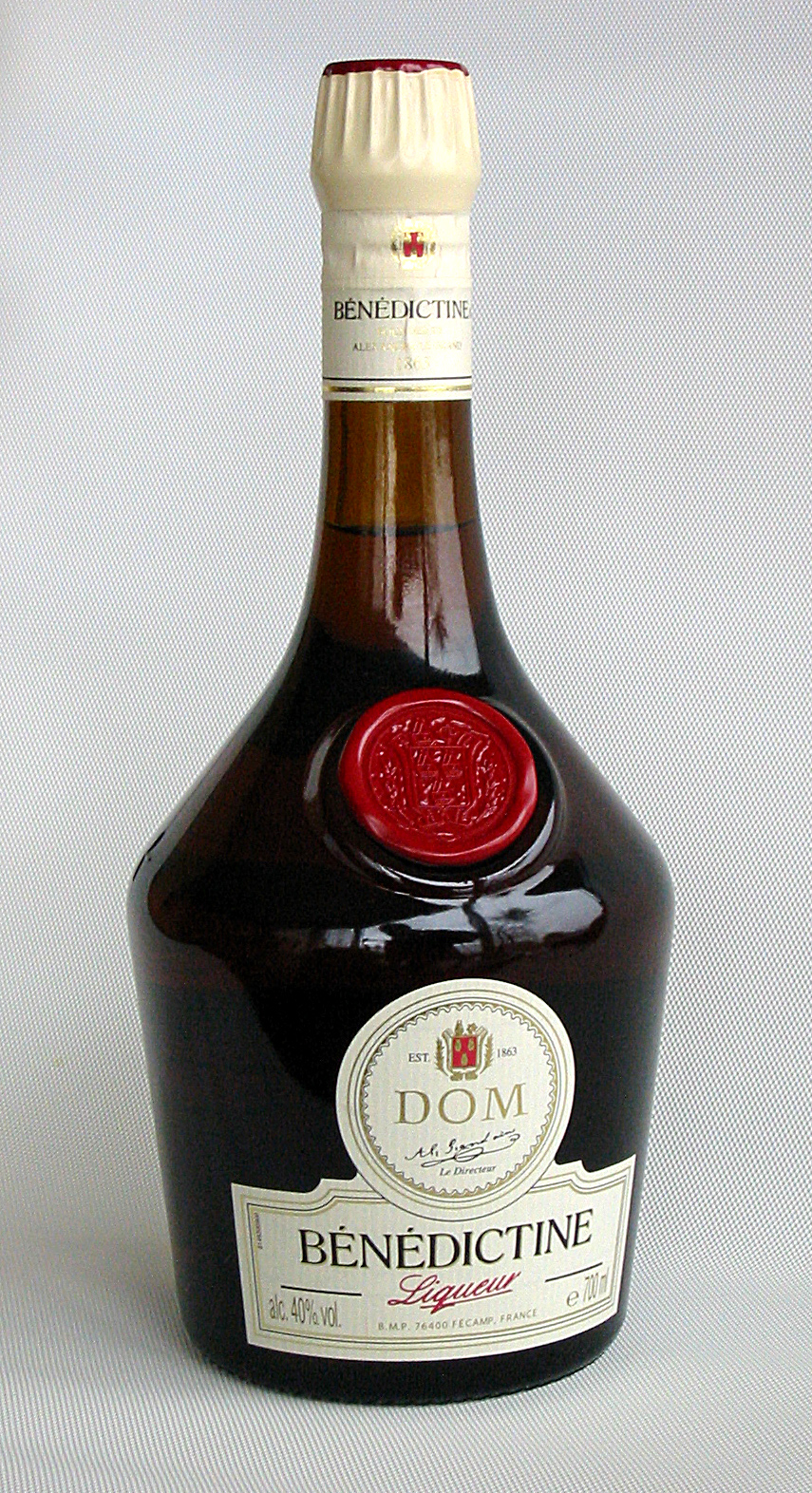
Bénédictine

Bénédictine is een alcoholische kruidendrank met een alcoholpercentage van 40%, uit de Franse kustplaats Fécamp, gelegen in Normandië, ontstaan uit een door een monnik gebrouwen elixer.

## Geschiedenis
Het ontstaan van de Bénédictine voert terug tot de renaissance toen een Venetiaanse monnik van de Abdij van Fécamp, Dom Bernardo Vincelli, een elixer creëerde van 27 verschillende planten en kruiden verzameld uit alle windstreken. Dit elixer werd gedronken aan het hof van de Franse koning Frans I en de -mede daardoor- populair geworden drank werd tot het eind van de 18e eeuw door de benedictijner monniken gefabriceerd.
Door de verwarring en chaos tijdens de Franse Revolutie was het recept bijna verloren geraakt. In 1791 kocht een notabele uit Fécamp een 16e-eeuws manuscript met het recept voor het elixer. Het manuscript kwam in zijn bibliotheek terecht, waar Alexandre le Grand (een ver familielid) in 1863 het recept bij toeval terugvond. Het lukte hem om het recept te ontcijferen en de likeur opnieuw te maken. Hij moderniseerde het recept en noemde het Bénédictine.

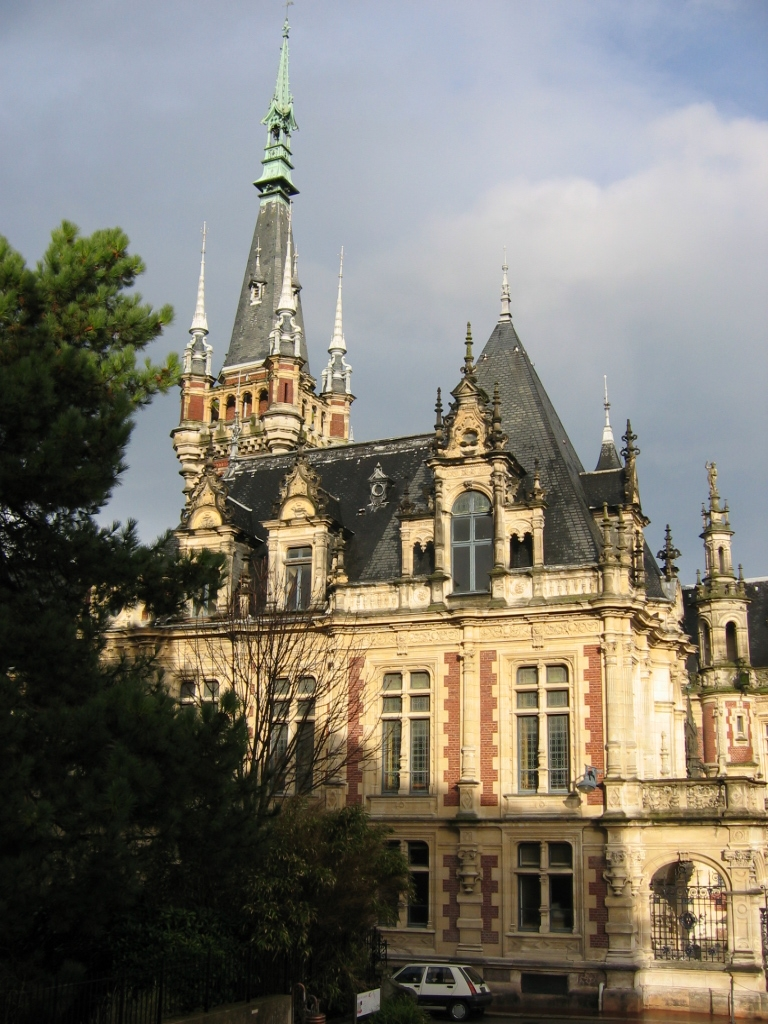
Palais de la Bénédictine, Fécamp, Normandië

Zijn likeur werd al snel populair: in 1873 bereikte de productie bijna de 150.000 flessen per jaar. Door dit succes besloot Alexandre le Grand in juni 1876 tot het oprichten van de firma Bénédictine SA met een startkapitaal van 2.200.000 francs.
In 1882 besloot Alexandre le Grand een bijzonder pand te laten bouwen om de distilleerderij in te huisvesten; een museumpaleis. Op deze bijzondere plaats wordt de alcoholische drank nog steeds gemaakt. Het paleismuseum staat aan de voet van de rotsen in Fécamp en kijkt uit over Het Kanaal. Alexandre le Grand wilde dat het gebouw een gecombineerde functie kreeg, als museum en als distilleerderij. Als museum herbergt het een grote collectie kunst uit de 14e, 15e en 16e eeuw en regelmatig zijn er tentoonstellingen van moderne kunst.
Het paleis, ontworpen door de architect Camille Albert, werd voor het eerst in gebruik genomen in 1888. Vier jaar later werd het door brand verwoest en onmiddellijk daarna herbouwd in zijn huidige vorm, een mengsel van gotische- en renaissancekunst.

## Productieproces
Door een langdurig productieproces en de zorgvuldige bereidingswijze is Bénédictine van constante kwaliteit. Na distillatie van de likeur in koperen ketels volgt een lange rijpingstijd in grote eikenhouten vaten in donkere kelders.

## Samenstelling
De gebruikte kruiden voor de fabricage van Bénédictine zijn onder andere engelwortel, hysop, jeneverbes, mirre, saffraan, aloë, valkruid, thee, tijm, koriander, kruidnagel, nootmuskaat, foelie, citroen en kaneel. Deze kruiden geven Bénédictine zijn speciale smaak en aroma. De totale lijst van kruiden is fabrieksgeheim.
Naast de likeur in de fles met het rode zegel, produceert de firma de iets drogere Bénédictine Single Cask die uitsluitend in het paleis verkocht wordt, en voor de Amerikaanse markt B&B, een melange van Bénédictine en Franse brandy.

## Gebruik
Bénédictine kan puur als likeur gedronken worden, met of zonder ijsblokje. Ook wordt het wel gebruikt in nagerechten, sauzen en in gerechten met groenten, vlees, zeevruchten, kalkoen of kip.
Cocktails waar onder meer Bénédictine in zit:
- Vieux carré
- Oriënt-Express
- Sunny day
- Crazy Ben
- Singapore Sling
- Moonstar
- Benedictine café (enigszins vergelijkbaar met Irish coffee)
- Benedictiner jus d’orange